# La Chaux-de-Fonds International 1999
Die La Chaux-de-Fonds International 1999 im Badminton fanden vom 11. bis zum 14. Februar 1999 statt.

## Die Sieger und Platzierten
| Disziplin    | Gold                                 | Silber                        | Bronze                                   |
| ------------ | ------------------------------------ | ----------------------------- | ---------------------------------------- |
| Herreneinzel | Vladislav Druzchenko                 | Oliver Pongratz               | Rasmus Wengberg                          |
| Herreneinzel | Vladislav Druzchenko                 | Oliver Pongratz               | Daniel Eriksson                          |
| Dameneinzel  | Elena Nozdran                        | Johanna Holgersson            | Ella Karachkova                          |
| Dameneinzel  | Elena Nozdran                        | Johanna Holgersson            | Maja Pohar                               |
| Herrendoppel | Aras Razak Henrik Sørensen           | Russell Hogg Kenny Middlemiss | Mihail Popov Svetoslav Stoyanov          |
| Herrendoppel | Aras Razak Henrik Sørensen           | Russell Hogg Kenny Middlemiss | Norbert van Barneveld Jurgen van Leeuwen |
| Damendoppel  | Lonneke Janssen Erica van den Heuvel | Kirsteen McEwan Sandra Watt   | Judith Baumeyer Santi Wibowo             |
| Damendoppel  | Lonneke Janssen Erica van den Heuvel | Kirsteen McEwan Sandra Watt   | Michaela Peiffer Katrin Schmidt          |
| Mixed        | Michael Keck Erica van den Heuvel    | Ruud Kuijten Manon Albinus    | Vladislav Druzchenko Victoria Evtushenko |
| Mixed        | Michael Keck Erica van den Heuvel    | Ruud Kuijten Manon Albinus    | Pawel Uwarow Ella Karachkova             |